# Russel Norman
Russel Norman (Brisbane, Austràlia; 2 de juny de 1967) és un polític neozelandès que és des del 2006 l'home colíder i des del 2008 diputat del Partit Verd. És el colíder juntament amb Metiria Turei.

## Inicis
Norman va néixer a Brisbane (Austràlia) i va immigrar a Nova Zelanda el 1997 per a observar la coalició Aliança. Va fer el seu doctorat sobre el partit, i va ser-hi actiu editant el butlletí de notícies. Norman, mentrestant vivia a Austràlia, va ser actiu en un partit socialista.

## Colíder i diputat
| Parlament de Nova Zelanda |      |                |        |        |
| Anys                      | Leg. | Circumscripció | Llista | Partit |
| 2008                      | 48   | Llista         | 10     | Verd   |
| 2008-2011                 | 49   | Llista         | 2      | Verd   |
| 2011-actualitat           | 50   | Llista         | 2      | Verd   |

A Nova Zelanda Norman va començar a involucrar-se amb l'agricultura ecològica, i va ser actiu localment a Auckland. Més tard va treballar com a assistent als diputats Verds Sue Kedgley, Nándor Tánczos i Keith Locke. Va ser investigador pel partit del 2002 al 2004 i va ser l'encarregat principal de dirigir el partit nacionalment abans de les eleccions de 2005. Al morir-se Rod Donald, l'home colíder del partit, Norman va posar el seu nom com a contendent per a la posició d'home colíder. Va guanyar aquesta posició el 3 de juny de 2006 al míting anual del partit, superant a Tánczos, David Clendon i l'antic diputat Mike Ward en un vot fet per delegats del partit d'arreu del país.
En les eleccions de 2002 Norman va fer campanya a la circumscripció de Rimutaka, on quedà quart. Norman estava en la posició disset de la llista electoral del partit verd; i com que el partit guanyà tan sols nou escons, no va esdevenir diputat.
En les eleccions de 2005 no va disputar en les eleccions de cap circumscripció, però estava en la posició deu de la llista del partit. En aquestes eleccions el partit s'endugué tan sols sis escons.
El 27 de juny de 2008 Norman va ser declarat electe al parlament quan Tánczos dimití després que Ward i Catherine Delahunty, els quals estaven en una posició més alta en la llista del partit, van acceptar que Norman ocupés el càrrec en lloc d'ells mateixos. En les eleccions de novembre d'aquell mateix any Norman va disputar en les eleccions de Rongotai. Va quedar en tercer lloc darrere d'Annette King del Partit Laborista i Chris Finlayson del Partit Nacional. Tot i així, perquè ara Norman estava en segona posició en la llista del partit, va retornar al parlament.
Norman va disputar en les eleccions parcials de Mount Albert de 2009 quan resignà l'exprimera ministra Helen Clark. Quedà en tercer lloc amb el 12,09% del vot.
En les eleccions de 2011 Norman es va veure disputant en la circumscripció de Rongotai. Va seguir essent segon en la llista electoral i el partit en aquelles eleccions rebrien catorze escons i l'11,06% del vot nacional. En la circumscripció va quedar en tercer lloc de nou darrere de King i Finlayson; va rebre el 20,18% del vot de la circumscripció.

## Vida personal
La parella de Russel Norman és Katya Paquin, la germana d'Anna Paquin.